# Laško pivo
Laško pivo je blagovna znamka piva z eno od najdaljših tradicij proizvodnje piva v Sloveniji, kot tudi v tujini. V blagovno znamko Laško prištevamo naslednje proizvode: Laško Zlatorog, Laško Club, Laško Dark, Laško Light, Eliksir, Laško Trim in Laško Malt

## Predstavitev blagovne znamke Laško
V letu 2008 je vodstvo Pivovarne Laško pričelo projekt prenove celostne grafične podobe (CGP), ki je spremenila tako kreativno zasnovo vseh izdelkov kot tudi arhitekturo portfelja znamke Laško. S prenovo CGP in arhitekturo znamk so piva Pivovarne Laško prešla pod skupno krovno znamko Laško, ki jo danes sestavljajo: Laško Zlatorog, Laško Club, Laško Dark, Laško Light, Eliksir, Laško Trim in Laško Malt .
Laško Zlatorog je vodilna znamka v okviru znamk Laško, tako po prepoznavnosti kot količinski prodaji.